# Aéroport de Bardufoss
L'aéroport de Bardufoss (norvégien : Bardufoss lufthavn ; code IATA : BDU • code OACI : ENDU) est un aéroport principal situé à Bardufoss, dans la municipalité de Målselv, dans le comté de Troms, en Norvège. L'aéroport, qui est le secteur civil de la base aérienne de Bardufoss de la Royal Norwegian Air Force (RNoAF) entrée en fonction en 1938, est exploité par la société d'État Avinor. Il consiste en une piste de 2 443 m, une voie de circulation parallèle et a traité 218 451 passagers en 2014. Norwegian opère trois vols quotidiens avec des Boeing 737 à destination d'Oslo-Gardermoen. La zone de chalandise de l'aéroport couvre le centre du Troms.

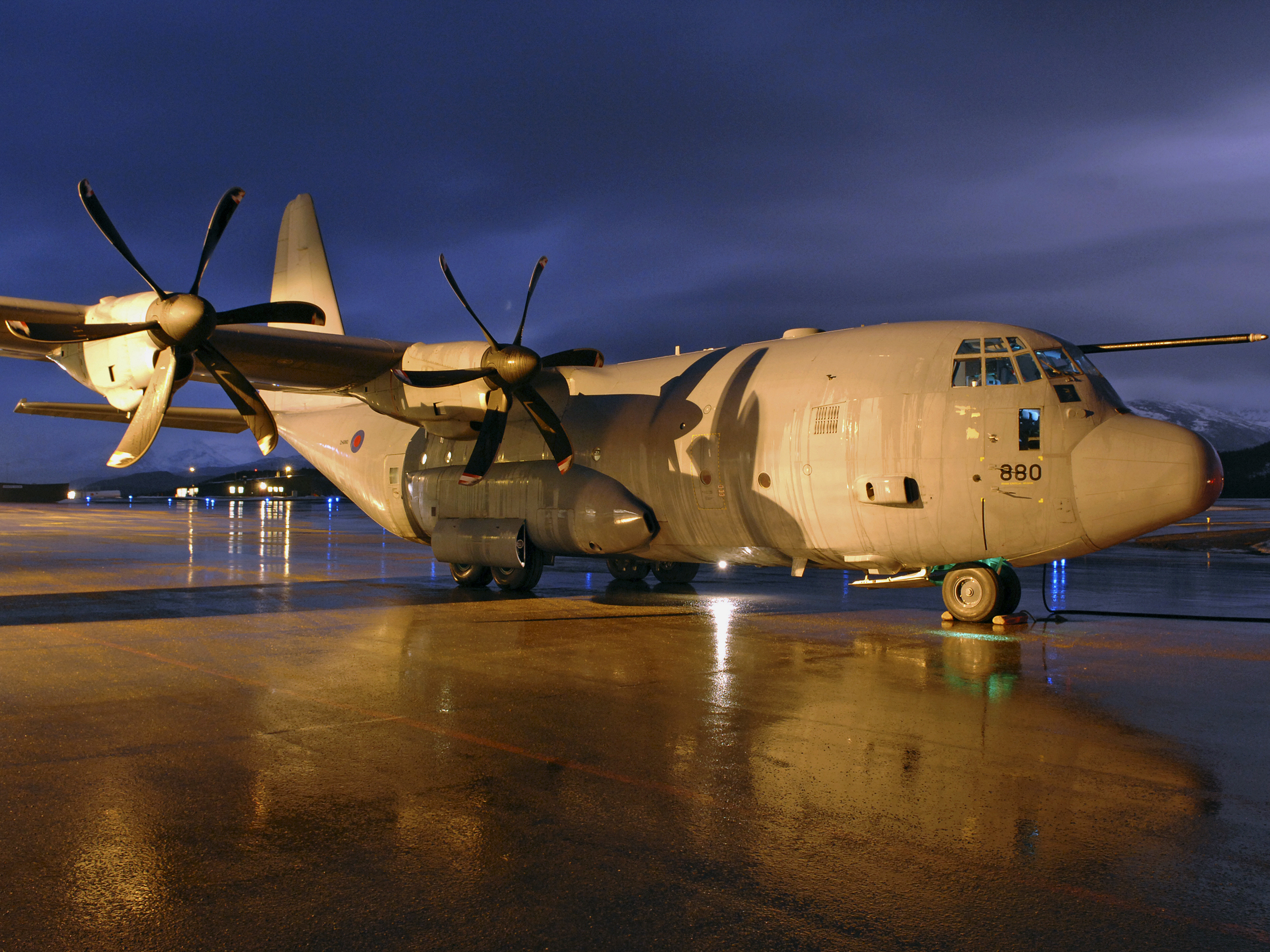
Un Lockheed C-130 Hercules de la RAF Lyneham à Bardufoss.

## Situation
Carte des principaux aéroports de Norvège (en 2019)
Le Svalbard n'est pas ici en coordonnées géographiques exactes.
| Oslo-Gardermoen Bergen Stavanger Trondheim Tromsø Bodø Sandefjord Moss Kristiansand Ålesund Haugesund Harstad/Narvik Molde Kristiansund Alta Kirkenes Bardufoss Florø Hammerfest Svalbard Plus de 10 millions Plus de 5 millions Plus de 1 million Plus de 0,4 million Moins de 0,4 million Fermé |

## Statistiques
Pour des raisons techniques, il est temporairement impossible d'afficher le graphique qui aurait dû être présenté ici.

Voir la requête brute et les sources sur Wikidata.

## Compagnies aériennes et destinations

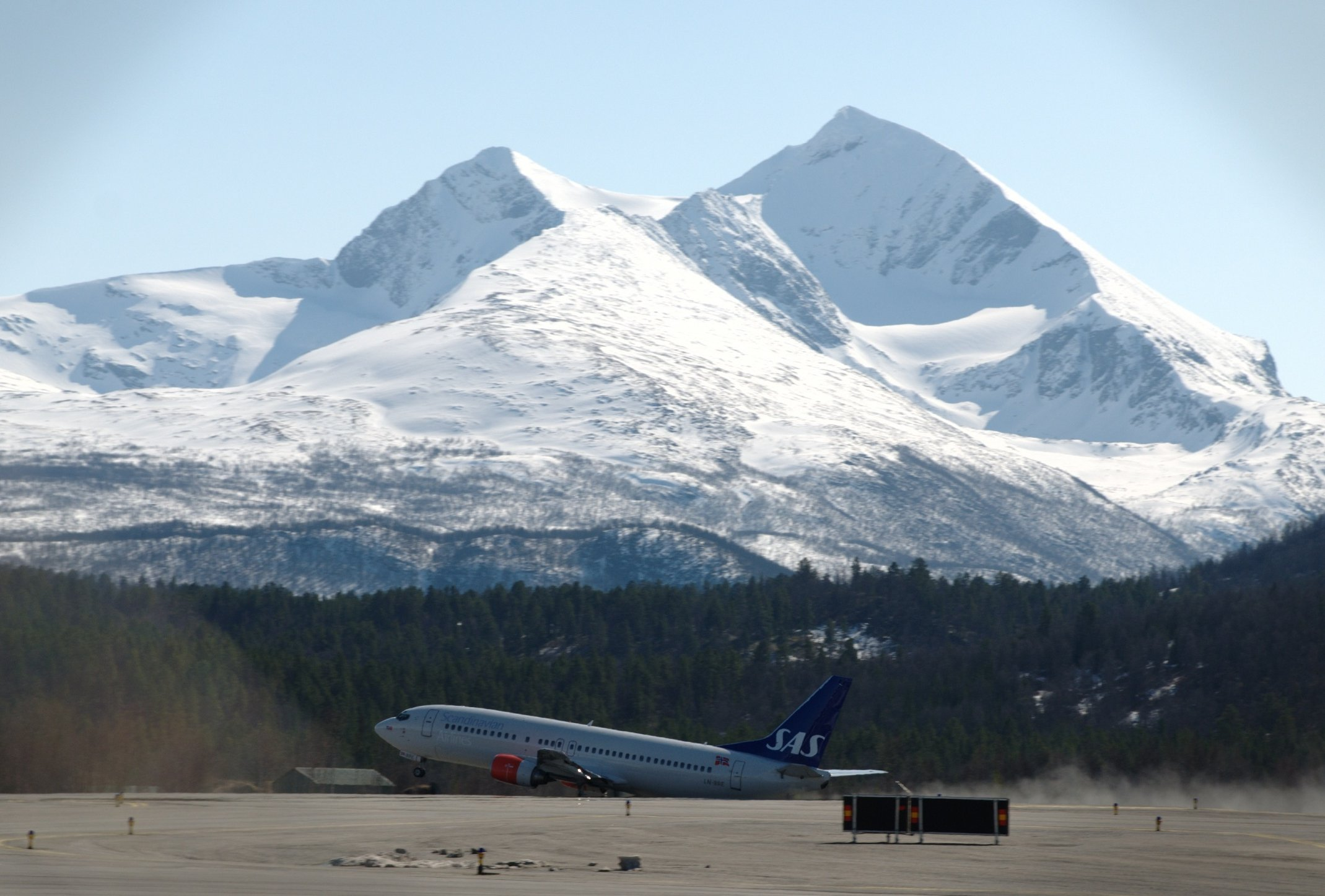
Scandinavian Airlines Boeing 737 décollant de l'aéroport de Bardufoss.

| Compagnies            | Destinations    |
| --------------------- | --------------- |
| Scandinavian Airlines | Oslo-Gardermoen |

Actualisé le 23/03/2023.